# Silvertown explosion
La Silvertown explosion avvenne a Silvertown nel West Ham, Essex (ora Greater London) venerdì 19 gennaio 1917 alle ore 18.52. Lo scoppio fu dovuto all'esplosione di una fabbrica di munizioni che produceva esplosivi per l'esercito della Gran Bretagna impegnata nella prima guerra mondiale. Esplosero circa 50 tonnellate di TNT uccidendo 73 persone e ferendone più di 400. La deflagrazione procurò seri danni agli edifici siti nell'area circostante. Questa fu probabilmente la più potente esplosione mai avvenuta in Gran Bretagna anche se è difficile valutare la potenza non essendoci dei metodi esatti di valutazione di eventi simili avvenuti in passato.

## La fabbrica
La fabbrica era stata costruita nel 1893 sulla sponda sud del Tamigi dalla Imperial Chemical Industries, per la produzione di carbonato di sodio e soda caustica. Essa era ubicata in un'area densamente popolata ma questo non venne tenuto in conto dalle autorità militari. Nonostante l'opposizione degli abitanti della zona, la produzione di TNT iniziò nel settembre del 1915. Il metodo usato per la produzione era stato messo a punto da Brunner Mond direttore scientifico della F. A. Freeth, che riteneva il processo di fabbricazione "manifestamente molto pericoloso". L'impianto produceva circa 9 tonnellate al giorno di TNT all'epoca in cui fu distrutto dall'esplosione.

## L'esplosione
Il 19 gennaio scoppiò un incendio all'interno della fabbrica e gli sforzi per domarlo erano già cominciati quando 50 tonnellate di TNT esplosero alle ore 18.52. L'onda d'urto rase al suolo la fabbrica, compresa la caserma dei pompieri, e un numero elevato di edifici che la circondavano. Buona parte dell'esplosivo era già caricato sui vagoni ferroviari pronto per essere spedito. Le macerie vennero scagliate a diversi chilometri di distanza e le scintille che si propagarono procurarono l'incendio di un deposito di gas a Greenwich. La nube di fuoco che si sprigionò da questa seconda esplosione distrusse decine di tonnellate di merci depositate nei magazzini del vicino porto di Londra.
Settantatré persone persero la vita e più di quattrocento riportarono ferite più o meno gravi. 70.000 case vennero seriamente danneggiate e circa 900, situate nelle più immediate vicinanze, completamente distrutte. Il danni vennero stimati in circa 2.500.000 sterline del tempo. Il relativamente piccolo numero di morti rispetto alla dimensione del disastro, fu dovuto al fatto che la maggior parte degli operai aveva già terminato la sua attività lavorativa.